# Vuelo 733 de Asiana Airlines
El vuelo 733 de Asiana Airlines (OZ733/AAR733) fue un vuelo nacional de pasajeros de Asiana Airlines del aeropuerto internacional de Seúl-Gimpo (SEL en aquel momento, ahora GMP) al aeropuerto de Mokpo (MPK), en Corea del Sur. El Boeing 737 se estrelló el 26 de julio de 1993 en la zona de Hwawon del condado de Haenam, Provincia de Jeolla del Sur. La causa del accidente fue considerada como error del piloto que condujo a un vuelo controlado contra el terreno. 68 de los 116 pasajeros y tripulantes a bordo perecieron.

## Aeronave

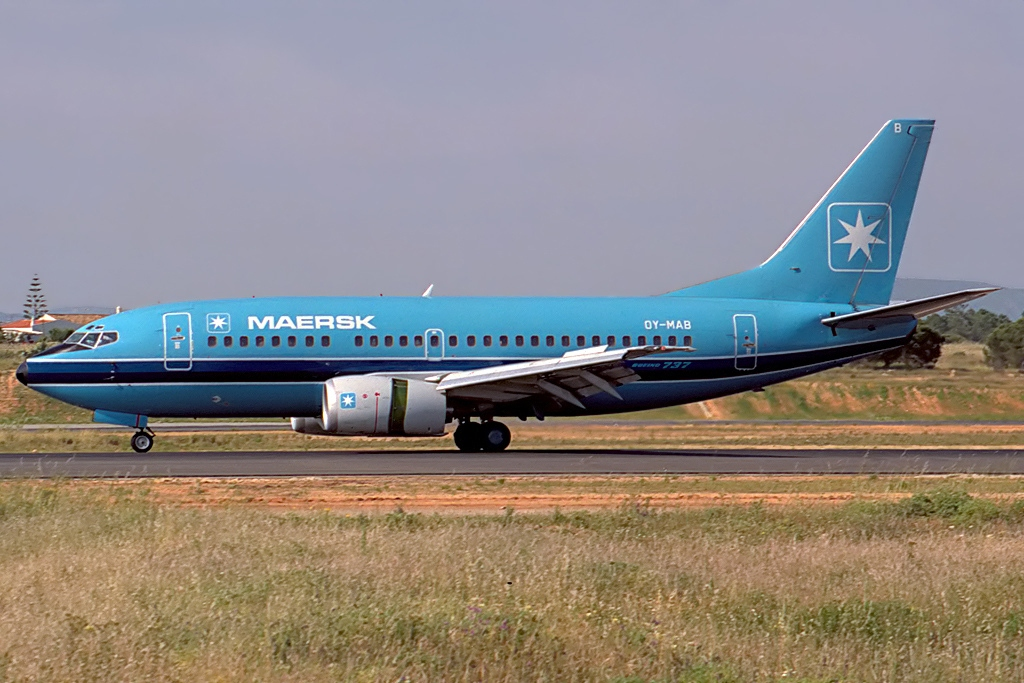
El avión involucrado en el accidente en el aeropuerto de Faro en noviembre de 1990, mientras aun estaba en servicio con Maersk Air.

El avión fue un Boeing 737-5L9, que efectuó su primer vuelo el 14 de junio de 1990. El avión fue entregado a Maersk Air el 26 de junio del mismo año (con registro OY-MAB). El avión fue posteriormente alquilado a Asiana Airlines el 26 de noviembre de 1992.

## Pasajeros y tripulación
Había tres japoneses y dos americanos entre los pasajeros, la mayoría de ellos fueron turistas que se dirigían al complejo vacacional que había en el mar Amarillo, según la aerolínea. El capitán fue Hwang In-ki (coreano: 황인기, Hanja: 黃仁淇, RR: Hwang In-gi. M-R: Hwang In'gi), y el primer oficial fue Park Tae-hwan (coreano: 박태환, Hanja: 朴台煥, RR: Bak Tae-hwan. M-R: Pak T'ae-hwan). Había cuatro tripulantes de cabina de pasajeros a bordo.
| Nacionalidad   | Pasajeros | Tripulantes | Total |
| -------------- | --------- | ----------- | ----- |
| Corea del Sur  | 105       | 6           | 111   |
| Japón          | 3         | -           | 3     |
| Estados Unidos | 2         | -           | 2     |
| Total          | 110       | 6           | 116   |

## Accidente
El 26 de julio de 1993, el vuelo 733 partió del aeropuerto internacional de Gimpo en Seúl, rumbo al aeropuerto de Mokpo, con llegada prevista a las 15:15. En ese momento, las condiciones meteorológicas de Mokpo y la zona del condado de Yeongam consistían en fuertes precipitaciones y viento. Sin embargo, las condiciones meteorológicas no estaban siendo lo bastante pobres como para retrasar la llegada. El vuelo tenía previsto aterrizar en la pista 06. El avión efectuó su primer intento de aterrizaje a las 15:24, que fue abortado, seguido de un segundo intento a las 15:28, que también fracasó. A las 15:38, tras dos intentos fallidos de aterrizaje, el avión efectuó un tercer intento. El avión bimotor desapareció del radar a las 15:41. A las 15:48 el avión impactó contra una ladera del monte Ungeo, a 800 pies (243,8 m). A las 15:50, los restos fueron encontrados en Masanri, Hwasun, condado de Haenam, en la provincia de Jeolla del Sur, a unos 10 kilómetros al suroeste del aeropuerto de Mokpo. Las primeras informaciones procedieron de dos pasajeros supervivientes que habían salido de entre los restos y se dirigieron a la población de Hwawon-myeon en los pueblos al pie de la montaña. Los pasajeros informaron que el avión se había salido de su curso.

## Causa
Asiana Airlines anunció que antes del accidente, el avión había realizado tres intentos de aterrizaje y tras los cuales pareció haberse estrellado. Los expertos dijeron que la distancia de la pista era 1500 metros más corta en la dirección de aterrizaje, además las pistas no tenían un ILS instalado. El aeropuerto de Mokpo solo estaba equipado con un VOR/DME, provocando que los pilotos tuviesen que realizar múltiples intentos de aterrizaje en ocasiones. y fue un factor contribuyente del accidente. La fiscalía encargada de investigar el accidente anunció que el avión había desaparecido de la ruta de vuelo normal y que los pilotos probablemente sufrieron el accidente por un malentendido.. El capitán Hwang falleció en el accidente. Chung Jong-hwan, el director general del ministerio de transporte, afirmó que las acciones de Hwang provocaron el accidente. La investigación dictaminó que un error del piloto fue la causa del accidente cuando el avión comenzó a descender mientras sobrepasaba el pico de una montaña. las grabadoras de vuelo fueron encontradas y revelaron que tras el tercer intento, la tripulación dijo a la torre de control que el avión se encontraba fuera de rumbo. Según la grabadora de voz de cabina (CVR), el capitán Hwang voló el avión por debajo de la altura mínima de seguridad (1.600 pies), al decir, «OK, 800 pies» segundos antes del impacto.

## Consecuencias
Este fue el primer accidente aéreo fatal de Asiana Airlines (y en 2020, el más mortal) desde que la aerolínea fue fundada. Tras el accidente Asiana suspendió la ruta Gimpo - Mokpo. La aerolínea pagó una indemnización a los familiares de las víctimas. Además, en aquel momento el departamento de transporte estaba planificando la construcción del aeropuerto internacional de Muan en el condado de Muan, provincia de Jeolla. Cuando el aeropuerto internacional de Muan fue abierto en 2007, el aeropuerto de Mokpo fue cerrado y convertido en una base militar. El accidente también provocó que Asiana cancelara sus pedidos de Boeing 757-200 y en su lugar efectuó un pedido de Airbus A321.
Tras el accidente del vuelo 733, Asiana Airlines tuvo dos accidentes más en julio del mismo año, resultando en lo que la aerolínea llamó «la maldición del siete».
El vuelo 733 fue el accidente de aviación más mortal de Corea del Sur en aquel momento. Fue superado por el vuelo 129 de Air China, que se estrelló el 15 de abril de 2002, con 129 muertes. Fue también el accidente más mortal en el que se había visto implicado un Boeing 737-500 en aquel momento. Fue superado por el vuelo 821 de Aeroflot, que se estrelló el 14 de septiembre de 2008, con 88 fallecidos. En 2020, el vuelo 733 continúa siendo el segundo accidente con mayor número de muertos en ambas categorías.

### Número de vuelo
Asiana Airlines todavía utiliza el número de vuelo 733 en la ruta de la última hora del día Seúl-Incheon - Hanói.